# Saint-Cyr-de-Salerne
Saint-Cyr-de-Salerne ist eine französische Gemeinde mit 206 Einwohnern (Stand 1. Januar 2022) im Département Eure in der Region Normandie.

## Geografie
Saint-Cyr-de-Salerne liegt am Südostrand des Lieuvin zwischen Hecmanville im Süden und Saint-Pierre-de-Salerne im Norden, 12 Kilometer nordöstlich von Bernay und 3,9 Kilometer südwestlich von Brionne. Abgesehen vom Ortskern (Bourg, postalisch: Le Village) gehören noch die Weiler und Gehöfte La Gontière, Le Bocage, Les Bouteaux, Maroseaux, Le Puisnier, Le Mont Foucard, La Mare des Ifs, Le Bosc, La Fontelaye und Le Plessis zur Gemeinde.
In Saint-Cyr-de-Salerne besteht die Gefahr, dass Marnières, alte Mergelgruben, einen Erdrutsch verursachen. Die 1,5 bis 2 Meter breiten und mehrere Meter tiefen Löcher können zum Beispiel nach starkem Regen entstehen, es sind Öffnungen der Zugangsschächte, deren Schuttfüllung in die Seitengänge geschwemmt wurde. Die Decken der Abbauschächte können ebenfalls einstürzen, was breitere Löcher entstehen lässt. Erdrutsche durch starken Regenfall ereigneten sich in der Gemeinde im Dezember 1999.

## Geschichte
Alte Schreibweisen des Ortsnamens sind Salernia (im Jahr 1106), Sanctus Ciriens de Salerna (1216) und Sanctus Cyriens de Salerna (1293). Die Pfarrei Saint-Cyr-de-Salerne gehörte der Abtei Saint-Pierre de Préaux in Les Préaux, außerdem war die Ortschaft Sitz einer Baronie.
Das Kopialbuch der Abtei Saint-Pierre de Préaux enthält zwar viele Informationen zur Gemeinde, unterscheidet aber oft nicht zwischen Saint-Cyr-de-Salerne und Saint-Pierre-de-Salerne, sondern nennt beide Salerne (bzw. Salernia). 1106 sicherte Robert I. de Beaumont (1050–1118), comte de Meulan, der Abtei die freie Nutzung ihrer Ländereien in Salerne zu und verfügte, dass seine Ländereien dort nach seinem Tod der Abtei gehören sollten. Einer der Zeugen dieser Schenkung war Robert II. (1054–1134), der Herzog der Normandie. Noch während der gleiche Abt den Vorsitz über die Abtei innehatte, tauschte die Abtei ihre Ländereien in Hacqueville mit den Kanonikern von Beaumont-le-Roger gegen deren Ländereien in Salerne. Robert de Beaumont, seine Frau Elisabeth und ihre Söhne Galéran IV. (1104–1166), Robert de Beaumont, 2. Earl of Leicester (1104–1168) und Hugh de Beaumont, 1. Earl of Bedford (* um 1106), autorisierten den Tausch.
Im Jahre 1235 traten der Abt von Le Bec und der Prior von Beaumont-le-Roger alle ihre Rechte und Ansprüche auf den Zehnt von Saint-Pierre und Saint-Cyr-de-Salerne ab, dazu gehörte auch das Recht auf den Zehnt der Mühle von Salerne, die sich allerdings in Authou befand. Dafür überließen die Mönche der Abtei Saint-Pierre de Préaux ihnen alle Rechte bezüglich des Zehnts von Le Tremblay-Omonville und La Neuville-du-Bosc. Dieser Tausch wurde mit dem Siegel von Guillaume Du Pont-de-L’Arche (1218–1250), dem damaligen Bischof von Lisieux, unterzeichnet.
Im Jahre 1293 verzichtete der damalige Seigneur von Harcourt, Jean II. d’Harcourt, zugunsten der Abtei von Préaux auf alle Rechte, die er bezüglich der Wälder von Saint-Pierre und Saint-Cyr-de-Salerne hatte.
Von 1556 bis zur Französischen Revolution (1789–1799) war das Lehen Saint-Cyr-de-Salerne im Besitz der Familie Bellemare. Georges Cyr Antoine de Bellemare de Saint-Cyr kämpfte im Amerikanischen Unabhängigkeitskrieg (1775–1783).
1793 erhielt Saint Cyr de Salerne (ohne Bindestriche) im Zuge der Französischen Revolution den Status einer Gemeinde und 1801 das Recht auf kommunale Selbstverwaltung (mit Bindestrichen im Ortsnamen).
| Jahr      | 1806 | 1851 | 1861 | 1872 | 1896 | 1936 | 1982 | 1990 | 1999 | 2006 | 2017 |
| --------- | ---- | ---- | ---- | ---- | ---- | ---- | ---- | ---- | ---- | ---- | ---- |
| Einwohner | 759  | 607  | 503  | 419  | 311  | 184  | 207  | 209  | 211  | 222  | 205  |

Am meisten Einwohner hatte Saint-Cyr-de-Salerne 1806 (759), danach sank die Bevölkerungszahl kontinuierlich bis 1936 (184 Einwohner).

## Kultur und Sehenswürdigkeiten

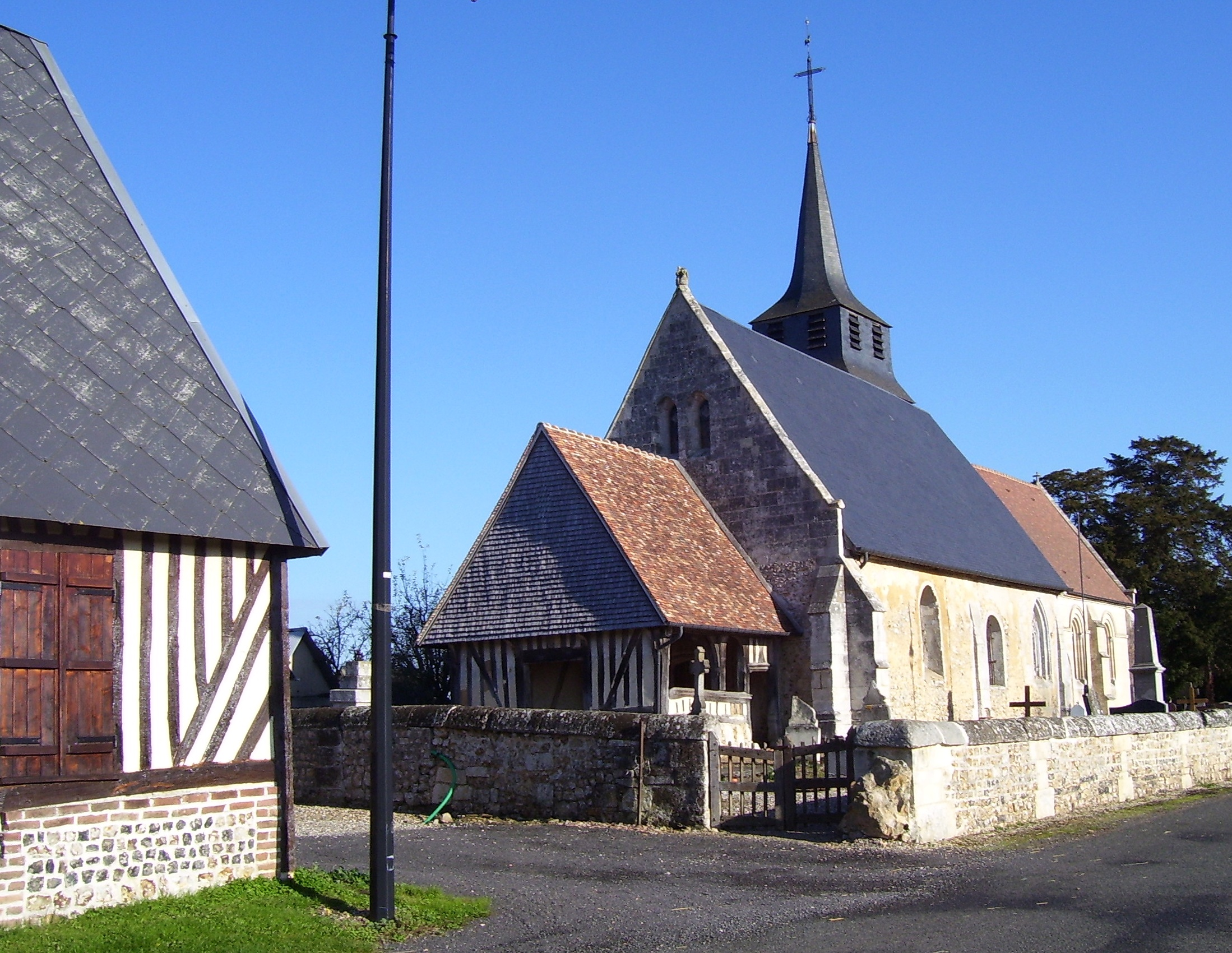
Die Kirche Saint-Cyr-et-Sainte-Julitte

Die Kirche Saint-Cyr-et-Sainte-Julitte wurde im 15. Jh. erbaut. Im 16. Jh. wurden Teile der Fassade erneuert. Der Portalvorbau wurde 1961 in das Zusatzverzeichnis der Monuments historiques (historische Denkmale) eingetragen und das Ensemble von Kirche (mit Portalvorbau), Friedhof und uralten Eiben ist als site classé (Naturdenkmal) klassifiziert.
Das ehemalige Pastorat, ein Fachwerkhaus aus dem 19. Jahrhundert, beherbergt heute die Mairie.
Das Maison de la charité (Haus der Barmherzigkeit) ist ebenfalls ein Fachwerkhaus aus dem 19. Jh. Es dient der „Bruderschaft der Barmherzigkeit von Saint-Cyr“ (Confrérie de charité) seit 1864 als Lager für Kerzen, Gewänder und Ähnliches. Die Confréries de charité sind eine normannische Einrichtung, die besonders im Département Eure gepflegt wird. Die Bruderschaften bestehen aus hochrangigen Mitgliedern der Gemeinde und kümmern sich um Beerdigungen bedürftiger Gemeindemitglieder und Ähnliches. Untereinander unterscheiden sich die Bruderschaften durch ihre Prozessionsfahnen. Die Bruderschaft der Barmherzigkeit von Saint-Cyr hat den Heiligen Quiricus von Tarsus († 304) als Schutzpatron. 1864 hatte die Confrérie in Saint-Cyr-de-Salerne zwölf Mitglieder, heute hat sie noch acht Mitglieder und tritt vier- bis fünfmal jährlich in Aktion.

## Wirtschaft
Das Bild der Gemeinde ist von Wald, Wiesen und Äckern geprägt. Wichtige Erwerbszweige der Saint Cyriens sind Ackerbau und die Zucht von Hausrindern. Auf dem Gemeindegebiet gelten kontrollierte Herkunftsbezeichnungen (AOC) für Calvados und Pommeau (Pommeau de Normandie) sowie geschützte geographische Angaben (IGP) für Schweinefleisch (Porc de Normandie), Geflügel (Volailles de Normandie) und Cidre (Cidre de Normandie und Cidre normand).